# Google Wave
Google Wave — проєкт, оголошений Google на конференції Google I/O у Сан-Франциско 28 травня 2009 року. Це — комп'ютерна платформа, покликана поєднати в собі електронну пошту, миттєву передачу повідомлень, Вікі та соціальну  мережу з сильним спільним центром. Починаючи з 19 травня 2010 року Google відкрив можливість користуватися Google Wave'ом для будь-кого хто володіє Gmail акаунтом (до цього, приєднатися можна було лише за запрошенням).
Але служба не знайшла достатньої підтримки у користувачів, і у серпні 2010 Google офіційно оголосив про припинення роботи над своїм амбітним проєктом.

## Назва
Назва навіяна серіалом «Firefly» (Світлячок), в якому Хвиля (Wave) — це електронна комунікація (часто з відео-дзвінком або відео-повідомленням). Було помічено, що на презентації для розробників Google I/O Ларс Расмуссен відповів на деякі фрази словом «блискуче» (shiny), тобто використовував слово, яке зазвичай застосовується в цьому серіалі в значенні «круто / добре». Як повідомлення про відмову системи в Google Wave використана популярна цитата з серіалу — «Будь проклята ваша раптова, але неминуча зрада!»

## Огляд
Google Wave працює наступним чином. Користувач, підключившись до сервісу, потрапляє в схожу на вебпоштовик систему, тільки замість листів там «хвилі» (waves). Хвилі — це документи, які можуть редагувати разом відразу декілька осіб.
Припустимо, користувач А хоче відправити звичайного листа користувачу Б. Він створює «хвилю» і додає до неї з адресної книги користувача Б. Коли той увійде в Google Wave, то побачить нову хвилю і зможе написати в неї ж свою відповідь, відредагувати текст, або покликати в хвилю друзів. Більш того, якщо обидва користувача перебувають в онлайні, вони можуть одночасно редагувати одну й ту ж хвилю, а також прямо в ній обмінюватися коментарями. Вироблені зміни моментально з'являються у хвилі. Всі зміни зберігаються. Їх можна переглянути, так що не буде втрачений жоден випадково затертий символ.
Користувач А бачить кожну букву, набирану користувачем Б, у реальному часі. Це значно прискорює спілкування, бо не доводиться дивитися на напис «А пише вам повідомлення» або «Б набирає текст», які знайомі всім користувачам сучасних месенджерів.
Якщо комусь не подобається те, що співрозмовник бачить усі його помилки, можна перейти в звичайний режим обміну повідомленнями. Ще можна створювати всередині однієї і тієї ж хвилі приватні обговорення, які інші не бачать.
Google Wave підтримує розширення і роботів — програм, які спрощують спілкування у хвилі. Завдяки цьому, наприклад, можна перетворити повідомлення своїх друзів у Twitter у хвилю — вона буде постійно оновлюватися, а користувач все ж зможе обговорювати вміст документа з друзями. Роботи також вміють миттєво перекладати написане, що дозволяє без проблем спілкуватися з іноземцями.
Також хвилю можна опублікувати в блозі. Це буде не копія, а та ж сама хвиля — тобто якщо її відкоментує хтось із відвідувачів блогу, зміни побачать усі учасники хвилі. І, звичайно, в хвилях можна ставити посилання на інші хвилі. У цьому випадку вийде стихійна вікі, яку можуть децентралізовано розширювати користувачі.
З робочого столу в хвилю можна перетягнути зображення — співрозмовник відразу побачить їхні зменшені копії, а потім зможе побачити і цілком. У хвилю можна вставляти і відео з YouTube, або, наприклад, карти з Google Maps.
Wave придумали брати Ларс і Єнс Расмуссен, які реалізували і знаменитий картографічний сервіс Google Maps. У самому Google на момент анонсу вже кілька місяців користувалися Wave, а самій ідеї було вже кілька років. Для запуску був потрібен браузер з підтримкою HTML5.

## Відкритий код
Google відкрив початковий код кількох ключових компонентів Wave. Код доступний під Ліцензією Apache на програмне забезпечення.

## Публічний Wave
На конференції Google I/O 2010 (19-20 травня 2010 в Сан-Франциско, штат Каліфорнія) Google повідомив, що будь-який користувач може вільно підключитися до вебплатформи Wave — інструменту групового співробітництва та колективної взаємодії, який об'єднує можливості електронної пошти, служби миттєвих повідомлень, блогів, вікі, мультимедіа та спільної роботи з документами. Раніше доступ до Google Wave був обмежений колом бета-тестерів і надавався за запрошенням.
Служба Wave увійшла до складу вебпакету Google Apps.

## Ринковий провал
У серпні 2010 Google офіційно оголосив про припинення роботи над своїм амбітним проєктом Google Wave. За словами представників компанії, «Google більше не планує розробляти Wave як окремий продукт», хоча код цього проєкту буде відкритий для всіх охочих.
Незважаючи на гучний запуск Google Wave на конференції Google I/O, компанія визнала, що цьому сервісу не вдалося завоювати популярність у широкої публіки і стати заміною інших служб спілкування та спільної роботи в Мережі — багато користувачів просто не змогли зрозуміти, для чого потрібна ця служба і знайти їй корисне застосування.
«Минулого року на Google I/O, коли ми вперше показали Google Wave, вебзастосунок для комунікації в реальному часі і спільної роботи, воно показало високі стандарти можливостей для браузерних застосунків. Присутні в залі розробники вставали і аплодували. У рівній мірі і ми раділи реалізованим в Google Wave функціям всередині компанії. … Ми більше не плануємо розробляти Wave як окремий проєкт, але буде підтримувати сайт як мінімум до кінця року і розширимо його технологію для застосування в інших проєктах Google. Центральні частини коду вже відкриті для всіх охочих, так що наші клієнти та партнери можуть продовжувати розвивати розпочаті нами інновації», — йдеться в повідомленні на офіційному блогу Google.
У листопаді 2010 некомерційна організація Apache Software Foundation оголосила, що планує почати розробку власного проєкту на основі відкритого сирцевого коду сервісу Wave, щойно закритого компанією Google як комерційна ініціатива.

## Виноски
1. ↑  https://incubator.apache.org/projects/wave.html
2. ↑  The apache_wave Open Source Project on Open Hub: Languages Page — 2006.
3. ↑  Google releases Wave protocol implementation source code. Архів оригіналу за 31 липня 2009. Процитовано 29 липня 2009.
4. ↑  Update on Google Wave. Архів оригіналу за 15 червня 2018. Процитовано 7 серпня 2010.
5. ↑  Google закрывает «почту будущего». Полный провал. Архів оригіналу за 10 березня 2014. Процитовано 18 червня 2019. [Архівовано 2014-03-10 у Wayback Machine.]
6. ↑  Apache воскресит Google Wave. Архів оригіналу за 10 березня 2014. Процитовано 18 червня 2019. [Архівовано 2014-03-10 у Wayback Machine.]